# Nomarch
Nomarch (từ gốc tiếng Hy Lạp: νομάρχης nomarchēs) là từ chỉ người đứng đầu một nome ("quận") của Ai Cập cổ đại, tạm dịch là "Thống đốc". Sự phân chia hành chính như thế này trở thành khuôn mẫu cho Hy Lạp cổ đại và các vương quốc lân cận thời kỳ đó.

## Ai Cập
Sự phân chia vương quốc Ai Cập thành các nome (còn gọi là sepat) đã được ghi nhận từ triều đại của pharaon Djoser (Vương triều thứ 3). Từ triều đại của Nyuserre Ini trở đi, đất nước được chia thành 42 nome, bao gồm 22 nome ở Thượng Ai Cập và 20 nome ở Hạ Ai Cập. Các nomarch không còn sinh sống ở tại kinh đô mà chuyển về các nome mà họ cai trị. Các nomarch chịu trách nhiệm việc thu thuế để nộp lại cho nhà vua, và họ cũng có quyền thu một phần thuế cho riêng họ và nhận các cống phẩm.
Quyền lực của những nomarch được gia tăng do những cải cách mà pharaon Djedkare Isesi ban hành. Phép vua thua lệ làng, mệnh lệnh của các nomarch dần thay thề những chỉ dụ của các pharaon. Chưa đầy 200 năm sau triều đại của Djedkare, các nomarch đã trở thành những vị lãnh chúa đứng đầu các tỉnh. Ngay từ buổi đầu thời kỳ Chuyển tiếp thứ Nhất, các pharaon gần như chỉ còn là hư vị, và họ chỉ có việc là ban phong danh hiệu cho các lãnh chúa, bằng chứng là qua những yêu sách được gửi bởi bọn họ trong Sắc lệnh Coptos. Chỉ từ Vương triều thứ 12 trở đi, những vị pharaon mới lấy lại được vương quyền vốn có của mình, quyền hành của các nomarch dần bị kiềm hãm và bị triệt tiêu hoàn toàn dưới thời pharaon Senusret III.

## Hy Lạp
Thuật ngữ nomarch vẫn được sử dụng vào thời kỳ La Mã cổ đại. Ngay cả vào thời hiện đại, các tỉnh trưởng của Hy Lạp vẫn được gọi là nomos.